# 水居駅
水居駅（みずいえき）は、福井県坂井市三国町水居にある、えちぜん鉄道三国芦原線の駅である。駅番号はE41。

## 歴史
- 1929年（昭和4年）1月31日：三国芦原電鉄の芦原（現在のあわら湯のまち駅） - 三国町（後の電車三国駅で、現在の三国駅）間の開業に伴い[2][3]、駅開設[1]。
- 1942年（昭和17年）8月1日：三国芦原電鉄が京福電気鉄道（京福）と合併[4]。同社の三国芦原線の駅となる[3]。
- 1970年（昭和45年）7月1日：駅業務を委託化[5]。
- 1975年（昭和50年）6月1日：駅業務を廃止、無人化（無人駅）[5][6]。
- 2001年（平成13年）6月24日：京福越前本線で列車正面衝突事故が発生（京福電気鉄道越前本線列車衝突事故）[7]。これに伴う全線運行休止により休業[5][8]。
- 2003年（平成15年）
  - 2月1日：京福がえちぜん鉄道に駅施設を譲渡[8]。同社の三国芦原線の駅となる[6]。
  - 8月10日：三国芦原線の西長田（現在の西長田ゆりの里駅） - 三国港間の運行再開に伴い、営業再開[8]。

## 駅構造
単式ホーム1面1線を有する地上駅で無人駅である。ホームに待合室があるのみとなっている。また、2017年に坂井市内の4駅で駅名変更された際に、駅名標をイラスト入りの坂井市独自のものに更新している。
| 路線        | 方向 | 行先                                  |
| ----------- | ---- | ------------------------------------- |
| ■三国芦原線 | 上り | ふくい方面 (あわら湯のまち・福井方面) |
| ■三国芦原線 | 下り | みくに方面 (三国・三国港方面)         |

## 利用状況
「坂井市統計年報」によると、1日平均の乗車人員は以下のとおりである。なお、当駅は坂井市内にあるえちぜん鉄道の駅で、乗車人員が最少となっている。
| 乗車人員推移 | 乗車人員推移 |
| 年度         | 1日平均人数  |
| ------------ | ------------ |
| 2003年       | 26           |
| 2004年       | 41           |
| 2005年       | 34           |
| 2006年       | 34           |
| 2007年       | 36           |
| 2008年       | 36           |
| 2009年       | 31           |
| 2010年       | 28           |
| 2011年       | 27           |
| 2012年       | 25           |
| 2013年       | 25           |
| 2014年       | 27           |
| 2015年       | 32           |
| 2016年       | 32           |
| 2017年       | 36           |
| 2018年       | 33           |
| 2019年       | 29           |
| 2020年       | 21           |
| 2021年       | 21           |
| 2022年       | 26           |

## 駅周辺
駅入り口に近い南西方向に集落、北に福井県坂井合同庁舎（福井県坂井県税相談室、福井県坂井農林総合事務所、福井県三国土木事務所）、その他は田園が広がる。

## 隣の駅
えちぜん鉄道
■三国芦原線
□快速（上りのみ）
通過
■普通
あわら湯のまち駅 (E40) - 水居駅 (E41) - 三国神社駅 (E42)